# Sociologi og kulturanalyse
Sociologi og kulturanalyse er en 3-årig bacheloruddannelse, der udbydes af Syddansk Universitet Esbjerg. Fokus er på sociologi, antropologi og projektstyring.
| Skole | Spire Denne artikel om en skole, en uddannelsesinstitution eller uddannelse er en spire som bør udbygges. Du er velkommen til at hjælpe Wikipedia ved at udvide den. |